# Černohorská hornatina
Černohorská hornatina - grzbiet w południowych Karkonoszach, w Sudetach Zachodnich, w północnych Czechach.

## Położenie
Černohorská hornatina leży w południowej części Karkonoszy, stanowi fragment jednostki zwanej Krkonošské rozsochy (Grzbiety Południowe).
Od zachodu dolina Łaby oddziela go od Žalskiego hřbetu. Od północy Dlouhý důl, przełęcz między Luční horą a Zadní Planiną i Modrý důl oddzielają ją od Czeskiego Grzbietu, a dolina Úpy od Růžohorskiej hornatiny. Od wschodu dalsza część doliny Úpy oddziela ją od Rýchor. Na południu sąsiaduje z Lánovską vrchoviną.

## Opis
Jest to długi, silnie rozczłonkowany, wyraźnie wydzielony grzbiet górski o przebiegu północny zachód - południowy wschód.

## Najwyższe szczyty
- Zadní Planina (1422 m n.p.m.)
- Liščí hora (1363 m)
- Stoh (1315 m)
- Světlý vrch (1315 m)
- Czarna Góra (1299 m)
- Světlá (1244 m)
- Přední planina (1195 m)
- Slatinná stráň (1152 m)
- Lesní hora (1128 m)
- Vlašský vrch (1035 m)
- Jelení vrch (1024 m)
- Javor (1001 m)
- Struhadlo (1001 m)
- Špičák (1001 m)

## Budowa geologiczna
Grzbiet zbudowany jest ze skał metamorficznych metamorfiku południowych Karkonoszy. Wiek tych skał określa się jako neoproterozoik oraz starszy paleozoik.

## Wody
Należy on do zlewiska Morza Północnego. Zachodnia część leży w bezpośrednim dorzeczu Łaby, wschodnia jej dopływu Úpy.

## Ochrona przyrody
Prawie cały grzbiet położony jest na obszarze czeskiego Karkonoskiego Parku Narodowego (czes. Krkonošský národní park, KRNAP).